# Uiguri

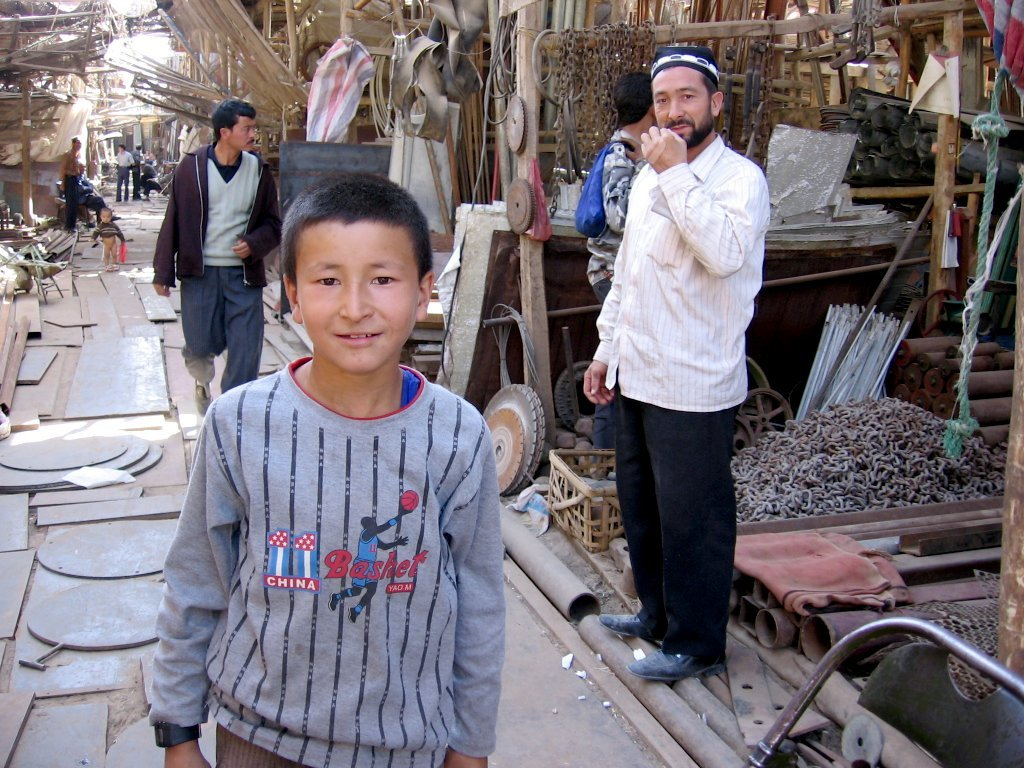
Uiguri al mercato domenicale di Hotan, città-oasi nella regione cinese dello Xinjiang.

Gli uiguri (uiguro: Uyghur; cinese: 维吾尔S, Wéiwú'ěrP) sono un'etnia turcofona di religione islamica che vive nel nord-ovest della Cina, soprattutto nella regione autonoma dello Xinjiang, insieme ai cinesi Han. Gli uiguri costituiscono la maggioranza relativa della popolazione della regione (46%).
Un altro gruppo di uiguri vive nella contea di Taoyuan della provincia dello Hunan (Cina centro-meridionale). Gli uiguri formano uno dei 56 gruppi etnici ufficialmente riconosciuti in Cina, ma vi sono forti critiche da parte della comunità internazionale riguardo al trattamento a loro riservato (vedi genocidio culturale degli uiguri). Fuori della Cina, esistono significative comunità diasporiche di Uiguri nei paesi dell'Asia centrale del Kazakistan, Kirghizistan e Uzbekistan, e in Turchia. Comunità più piccole si trovano in Afghanistan, Pakistan, Germania, Belgio, Paesi Bassi, Norvegia, Svezia, Russia, Arabia Saudita, Australia, Canada e Stati Uniti.
Hanno caratteristiche fisiche piuttosto diversificate, presentando sia tratti prettamente europei che fattezze mediorientali ed asiatiche.

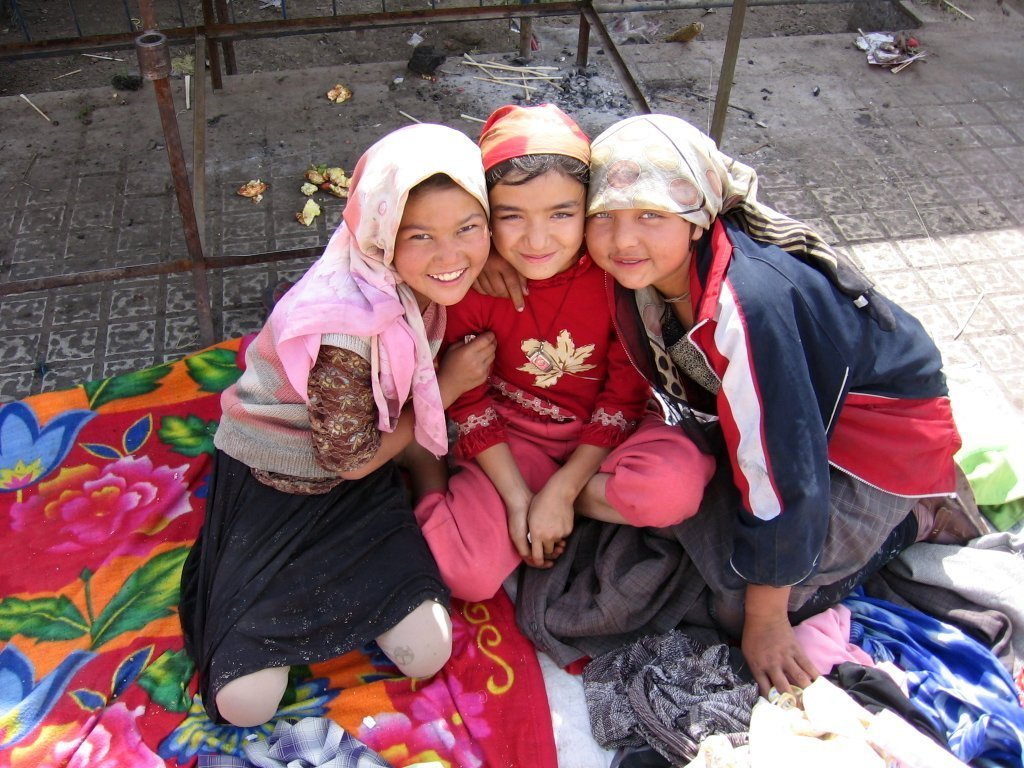
Bambine uigure

## Origini e storia
Storicamente, il termine "Uiguri" (che significa "alleati", "uniti") venne applicato a un gruppo di tribù di lingua turca che viveva nell'odierna Mongolia, generalmente identificati con i Tie-le (a loro volta spesso collegati con i Ting-ling) delle cronache cinesi. Insieme ai turchi Gok (celesti), gli uiguri furono dunque uno dei maggiori e più importanti gruppi di lingua turca ad abitare l'Asia centrale. Essi formarono una federazione tribale conosciuta con il nome di Rouran dal 460 al 545 e dagli Eftaliti dal 541 al 565; per poi essere sottomessi dal khanato dei turchi Gok e, posteriormente, dai Kirghisi yenisei nel IX secolo.
Durante il controllo della Dinastia Ming sul territorio, le popolazioni Uigure entrarono in contatto con gli altri gruppi etnici che abitavano i territori cinesi mantenendo un certo grado di autonomia. Fu durante la Dinastia Qing nel XVII secolo che il governo cinese impose un maggior controllo sulle popolazioni che abitavano l'odierno Xingjang.
In epoca moderna, la Prima Repubblica del Turkestan orientale proclamò la propria indipendenza dalla Repubblica di Cina il 12 novembre del 1933 per poi essere recuperata dal Kuomintang il 16 aprile del 1934 dopo il saccheggio di Kashgar. Posteriormente, il 12 novembre del 1944, venne proclamata la Seconda Repubblica del Turkestan orientale, comunemente semplificata come Repubblica del Turkestan orientale o ETR: questo stato fu una repubblica popolare socialista di breve durata sostenuta dall'Unione Sovietica e costituita dai popoli turchi che abitavano l'area. Venne rioccupata dall'Esercito Popolare di Liberazione il 20 dicembre del 1949.
Gli Uiguri di oggi derivano dalla commistione genetica tra gli antichi abitanti indoeuropei stanziali delle varie città-oasi della regione, cioè Saci nella parte meridionale del bacino del Tarim e Tocari nella parte settentrionale, e le popolazioni turche che sono quivi migrate, cioè prima gli uiguri buddhisti e manichei del Khaganato uiguro a seguito della distruzione del Khaganato ad opera dei Kirghizi yenisei nel IX secolo, e poi i musulmani Karakhanidi nell'XI secolo. Entrambi i popoli nomadi parlavano lingue turche, che hanno esportato nella zona, soppiantando le locali lingue indoeuropee.
Il morfotipo degli uiguri di oggi è rappresentativo della mescolanza genetica tra indoeuropei e turchi: difatti sono presenti sia occhi verdi o celesti e capelli chiari - caratteristiche tipiche del morfotipo eurasiatico occidentale, molto presenti negli attuali popoli slavi ad esempio - sia occhi scuri con plica mongolica e capelli neri lisci, caratteristiche tipiche dei popoli eurasiatici orientali, come erano i Popoli turchi prima di intraprendere la loro migrazione e come sono ancora oggi i Mongoli, affini sia geneticamente che linguisticamente ai turchi.

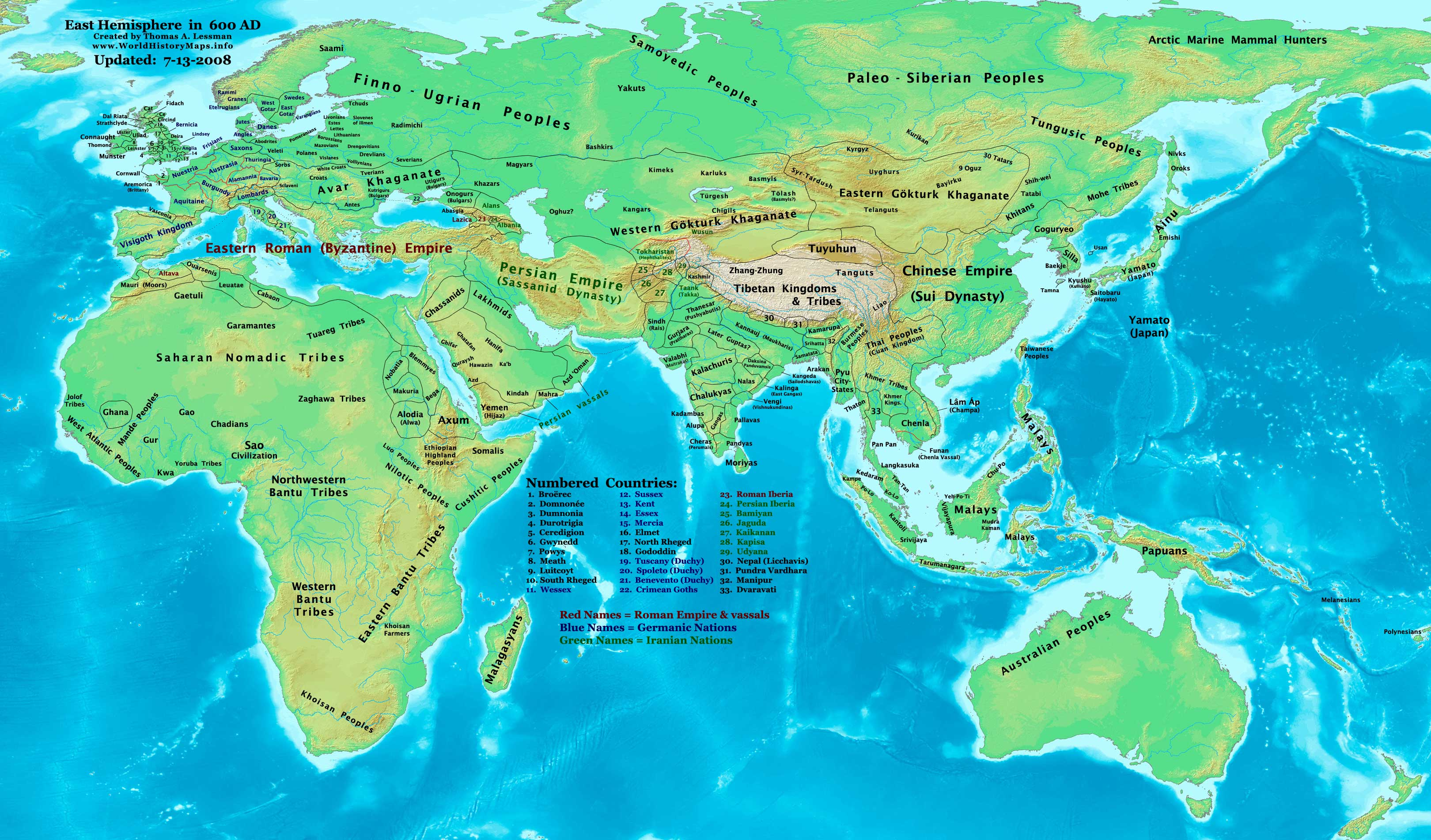
Mappa dei Gokturk khaganidi occidentali e orientali verso il 600 d.C. Le aree in colore più tenue mostrano il loro dominio diretto; quelle più scure mostrano le loro aree d'influenza.

Noti alle fonti cinesi come Huihe (回纥, 回紇 Huíhé) o Huihu, gli uiguri sotto la guida di Khutlugh Bilge Kul nell'VIII secolo si sostituirono ai Gokturch alla guida del khanato.

## Lingua e letteratura
Gli Uiguri parlano per la maggior parte una lingua propria facente parte della sottofamiglia delle Lingue turche, facenti parte della famiglia delle Lingua Altaiche, chiamata Lingua Uigura. Questa lingua ha un alfabeto derivato da una modificazione persiana dell'alfabeto arabo con l'aggiunta di alcuni segni diacritici per rappresentare le vocali proprie della lingua. La lingua uigura attuale presenta due varianti dialettali: una settentrionale e una meridionale che, fra loro, presentano poca differenza fonetica e grammaticale.
L'opera letteraria delle antiche popolazioni uigure consisteva maggiormente in traduzioni di testi religiosi appartenuti al buddismo con pochi esempi di narrativa e poesia. La parte più importante della tradizione letteraria uigura appartiene al periodo del Khanato Karakhanide, fiorito per quasi 4 secoli prima, a cavallo del primo millennio. A questo periodo appartengono le traduzioni dei testi religiosi islamici e le narrazioni dell'origine del popolo turco. Appartenente a questo periodo sono le due opere più importanti tradotte in lingua uigura: il Kutadgu Bilig di Yusuf Khass Hajib (1069-1070) e il Dīwānu l-Luġat al-Turk di Mahmud al-Kashgari (1072).

## Religione
Il popolo Uiguri cominciò il processo di conversione alla fede islamica nella zona dell'Uiguristan a partire dal 742 d.C., all'inizio del periodo Karakhanide. Prima di questa conversione la maggior parte della popolazione era, a seconda del luogo di appartenenza geografico, di confessione manicheista, buddhista, tengrista, zoroastriana o cristiana nestorianista. Oggi, gli Uiguri rappresentano la seconda popolazione più grande in territorio cinese, dopo gli Hui. La maggior parte degli Uiguri abbraccia il sunnismo, malgrado ciò, negli ultimi anni, sempre più Uiguri stanno aderendo alla visione salafita dell'Islam, dimostrando favore per gli ideali panislamisti ed indipendentisti nei confronti della Repubblica Popolare Cinese.
La religione musulmana ha una forte influenza negli usi e costumi del popolo uiguri, specialmente nei sistemi giuridici, economici ed educativi delle famiglie appartenenti a questa etnia. La regione dello Xinjiang, prima delle repressioni subite da parte del governo cinese durante il genocidio culturale, aveva più di 15.000 moschee e centri di preghiera, una per ogni popolo musulmano.

## Indipendentismo uiguro
L'attività indipendentista uigura ebbe origine nella prima metà del novecento e si proponeva come alternativa all'egemonia dei signori della guerra dello Xinjiang. Durante la guerra civile cinese, si tentò per due volte di istituire uno Stato indipendente: dapprima nel 1934, con la creazione della Prima Repubblica del Turkestan orientale, poi con la Seconda Repubblica del Turkestan orientale, istituita dieci anni dopo. La Seconda Repubblica venne tuttavia annessa alla Repubblica Popolare Cinese nel 1949.
Dal 2001, la lotta su scala mondiale al terrorismo islamico ha coinvolto anche alcuni dei gruppi politici d'ispirazione islamica più vicini agli uiguri; a seguito di ciò, si è intensificata la repressione da parte cinese dei movimenti indipendentisti. Molti uiguri in esilio denunciano la sistematica violazione dei diritti umani da parte delle autorità cinesi che reprimono ogni forma di espressione culturale del popolo uiguro.
Nel corso del 2018 si sono intensificate le polemiche sulla detenzione di un gran numero di uiguri in campi di "trasformazione attraverso l'educazione" e sull'esatta natura di questi campi. Il governo cinese sostiene che si tratta di istituzioni educative. Nel 2018 il magazine quotidiano online Bitter Winter ha pubblicato video che afferma essere stati filmati all'interno dei campi e che mostrano strutture simili a prigioni. Anche sulle ragioni ultime di questa politica non mancano le controversie. La Cina afferma che le misure di "rieducazione" sono necessarie per prevenire la radicalizzazione e il terrorismo, mentre studiosi occidentali pensano che quella che preoccupa il governo del presidente Xi Jinping sia una rinascita religiosa nella regione che ha colto le autorità di sorpresa. Nell'anno 2020 è emerso come gli uiguri fossero costretti dal governo a lasciare le loro case per lavorare rinchiusi e sottopagati in fabbriche di diverse multinazionali, quali Nike e Tommy Hilfiger.
In opposizione all'indipendentismo uiguro, il governo cinese ha rafforzato gli incentivi per l'inserimento di gruppi cinesi d'etnia Han nella regione, continuando una pratica già intrapresa dalla Cina fra il 1960 e il 1970. Stando a quanto dichiarato da alcune ONG, le autorità cinesi sono responsabili della repressione delle tradizioni culturali uigure e di violazione dei diritti umani nei confronti degli appartenenti a quest'etnia.

### La repressione del luglio 2009
A seguito della morte di due uiguri in uno scontro fra han e uiguri verificatosi il 26 giugno 2009 a Shaoguan, una manifestazione uiguri presso Ürümqi, nello Stato dello Xinjiang, organizzata in onore delle due vittime di Shaoguan è degenerata in una serie di scontri etnici; gli scontri hanno coinvolto sia le due etnie, sia gli uiguri stessi e la polizia cinese, con un numero finale di 184 vittime, di cui 137 di etnia Han e 46 uiguri, oltre che l'arresto di 1.434 persone - delle quali 200 sono sotto processo e rischiano la pena di morte. Si sono verificate ripercussioni anche a livello internazionale: parallelamente agli scontri nello Xinjiang, proteste si sono verificate nei Paesi Bassi e in Germania presso le sedi diplomatiche cinesi. Il perdurare della protesta ha costretto al rientro anticipato il presidente cinese Hu Jintao in patria dal G8 italiano del luglio 2009.
Fra i responsabili degli scontri etnici, il governo cinese ha indicato Rebiya Kadeer, imprenditrice e attivista uigura esule negli Stati Uniti, la quale ha tuttavia negato ogni responsabilità circa quanto accaduto.
In Italia, le misure prese dalle autorità cinesi hanno suscitato le proteste della senatrice Emma Bonino e del senatore Marco Perduca, che le hanno ritenute tanto violente da essere definite come una vera e propria repressione.
I ribelli uiguri sono accusati del massacro (33 morti e 135 feriti) compiuto da un gruppo non identificato nella stazione ferroviaria di Kunming, capoluogo della provincia cinese dello Yunnan (1º marzo 2014).